# Smečka (film, 2020)
Smečka (v anglickém překladu The Pack) je hraný česko-lotyšsko-slovenský koprodukční film z roku 2020 z prostředí hokeje náctiletých. Společně se scenáristkou Irenou Kocí se na scénáři podílel sám režisér filmu Tomáš Polenský.

Snímek debutujícího režiséra Tomáše Polenského, absolventa Vyšší odborné školy filmové ve Zlíně, FAMU a Univerzity Tomáše Bati, který vznikl ve společnosti 8Heads Productions v koprodukci s lotyšskou produkční společností Ego Media a slovenskou Furia Film, zavede diváky do fiktivního hokejového klubu Vlci a do prostředí mládežnického sportu, kde jsou dospívající chlapci vychováváni podle zákona síly.
V průběhu vývoje byl film jako první majoritní český projekt vybrán pro koprodukční trh Asian Project Market, který se každoročně koná v rámci prestižního mezinárodního filmového festivalu v jihokorejském Busanu.
Slavnostní předpremiéru měl film v rámci hlavní soutěže  60. Zlín Film Festival  (4. - 10.9.2020), kde obdržel Zvláštní uznání mezinárodní poroty za herecký výkon představitelům hokejového týmu Vlci „pro spojení fikce a reality; pro věrohodnou dynamiku týmového výkonu a pro pot a slzy v šatně“.
V listopadu 2020 byl film uveden v podsekci Just Film filmového festivalu kategorie "A" Tallinn Black Nights International Film Festivalu, který Smečku zařadil do soutěže filmů pro mládež.
V září 2021 je pak uvedena na (kvůli Covidu několikrát odloženém) Beijing International Film Festival v soutěžní sekci Forward Future! Sekce je určena prvním a druhým filmům z celého světa a usiluje o to, dát prostor talentovaným filmařům s inovativním přístupem, touhou zachytit kulturní rozmanitost a určovat nové trendy.
V den premiéry rozhodla vláda na mimořádném jednání mimo jiné o uzavření kin od následujícího týdne a film tak byl v kinech po premiéře promítán pouhé čtyři dny.

Po uvedení na SVOD platformách HBO a Netflix v ČR se film na obou po dobu několika týdnů udržel v TOP 10 nejsledovanějších filmů.

## Festivaly
- 15th Busan International Kids and Youth Film Festival (BIKY 2020),  Jižní Korea, 7. - 13. červen 2020
- 60. Zlin International Film Festival for Children and Youths,  Česko, 4. - 10. září 2020 – hlavní soutěž 
  - Zvláštní uznání mezinárodní poroty za herecký výkon představitelům hokejového týmu Vlci „pro spojení fikce a reality; pro věrohodnou dynamiku týmového výkonu a pro pot a slzy v šatně“.
- 15th International Film Festival Cinematik Piešťany,  Slovensko, 10. - 15. září 2020
- 32nd Cinéfest Sudbury International Film Festival,  Kanada, 19. - 27. září 2020
- 33. Festival Finále Plzeň,  Česko, 25. - 30. září 2020
- 25th Schlingel - International Film Festival for Children and Young Audience,  Německo, 10. - 17. říjen 2020 – hlavní soutěž
- 62nd Nordische Filmtage Lübeck,  Německo, 4. - 8. listopad 2020
- 27th Minsk International Film Festival "Listapad",  Bělorusko, 06. - 13. listopad 2020 - zrušeno
- 24th Tallinn Black Nights International Film Festival,  Estonsko, 13. - 29. listopad 2020 – soutěž podsekce Just Film - filmy pro děti a mládež
- 33. Jeff film!  Belgie, únor 2021
- 10th Czech That Film  USA, 23. duben - 2 květen 2021
- 50th ”Molodist” International Film Festival - Kyiv,  Ukrajina, 29. květen - 29. červen 2021
- 15th Festival of Tolerance – JFF Zagreb,  Chorvatsko 1. - 11. červenec 2021
- 68. Pula International Film Festival,  Chorvatsko 17. - 24. červenec 2021
- 53. Dětský filmový a televizní festival Oty Hofmana v Ostrově,  Česko,  16 . – 21. září 2021 - soutěž
  - nejlepší film v kategorii 13-18 let od dospělé poroty
  - nejlepší chlapecký herecký výkon - Petr Kadah
- 11th Beijing International Film Festival,  Čína 21. - 29. září 2021 - soutěžní sekce Forward Future
- 24. Festival sportovních filmů SPORTFILM LIBEREC 2021,  Česko, září 2021
- 14. JUNIORFEST - Mezinárodní filmový festival pro děti a mládež  Česko, 5.–11. 11. 2021
- 62. Zlin International Film Festival for Children and Youths,  Česko, 26. květen - 1. červen 2022 – Top Teen Ten

## Recenze
- Jan Gregor, Aktualne.cz
- Mirka Spáčilová, Mladá fronta DNES
- Věra Míšková, Novinky
- MR.HLAD, Moviezone
- Tomáš Kordík, FDB.cz
- Kateřina Drgová, PRES   Archivováno 16. 10. 2020 na Wayback Machine.
- Anja Verem, Červený koberec
- František Fuka, FFFilm

## Výroba
Film se natáčel ve Zlíně, Vizovicích a v Praze v červenci a srpnu 2019.

## Obsazení
| Tomáš Dalecký        | David           |
| Tomáš Mrvík          | Miky            |
| Michal Dluhoš        | Bob             |
| Anastázie Chocholatá | Karolína        |
| Denisa Biskupová     | Leny            |
| Jiří Vyorálek        | otec Svoboda    |
| Vlastina Svátková    | matka Svobodová |
| Václav Vašák         | trenér Luboš    |
| Patrik Děrgel        | asistent Mára   |